# Christian Anfinsen
Christian Boehmer Anfinsen (Monessen (Pennsylvania), 26 maart 1916 – Randallstown (Maryland), 14 mei 1995) was een Amerikaanse biochemicus en winnaar van de Nobelprijs voor Scheikunde in 1972.

## Biografie
Anfinsen werd geboren in Monessen, Pennsylvania (Verenigde Staten) een stad net buiten Pittsburgh, in een Noors-Amerikaanse familie. Hij was het enig kind van Sophie Rasmussen en werktuigbouwkundig ingenieur Christian Boehmer Anfinson. In 1937 behaalde hij zijn bachelor aan het Swarthmore College (in Swarthmore, Pennsylvania), in 1939 behaalde hij zijn master in de organische chemie aan de Universiteit van Pennsylvania) en in 1943 verkreeg hij zijn doctoraal in de biochemie aan de Harvard Medical School.
Anfinsen bleef tot 1950 assistent-professor aan Harvard en begon daarna, tot 1981, te werken aan het Amerikaanse National Institutes of Health (NIH). Van 1982 tot aan zijn dood in 1995 was Anfinsen professor in de biologie aan de Johns Hopkins-universiteit.
Hij huwde Florence Bernice Kenenger in 1941, samen hadden ze drie kinderen voordat ze in 1978 scheiden. In 1979 hertrouwde hij na te zijn bekeerd tot het jodendom met Libby Ether Schulman Ely.
In 1961 toonde hij aan dat het enzym ribonuclease opnieuw opgevouwen kan worden na denaturatie terwijl de enzymactiviteit behouden blijft. Hierbij suggereerde hij dat alle benodigde informatie die nodig is voor een eiwit om zijn eindconformatie te vormen, gecodeerd zit in de aminozuurvolgorde van het eiwit. In 1972 ontving hij de helft van de Nobelprijs voor de Scheikunde vanwege zijn werk aan ribonucleases, met in het bijzonder de connectie tussen de aminozuurvolgorde en de biologisch actieve conformatie. De andere helft van de Nobelprijs ging naar Stanford Moore en William Stein.
1901: Van 't Hoff ·
1902: E. Fischer ·
1903: Arrhenius ·
1904: Ramsay ·
1905: Baeyer ·
1906: Moissan ·
1907: Buchner ·
1908: Rutherford ·
1909: Ostwald ·
1910: Wallach ·
1911: Curie ·
1912: Grignard, Sabatier ·
1913: Werner ·
1914: Richards ·
1915: Willstätter ·
1918: Haber ·
1920: Nernst ·
1921: Soddy ·
1922: Aston ·
1923: Pregl ·
1925: Zsigmondy ·
1926: Svedberg ·
1927: Wieland ·
1928: Windaus ·
1929: Harden, Euler-Chelpin ·
1930: H. Fischer · 
1931: Bosch, Bergius ·
1932: Langmuir ·
1934: Urey ·
1935: F. Joliot-Curie, I. Joliot-Curie ·
1936: Debye ·
1937: Haworth, Karrer ·
1938: Kuhn ·
1939: Butenandt, Ružička ·
1943: Hevesy · 
1944: Hahn ·
1945: Virtanen ·
1946: Sumner, Northrop, Stanley ·
1947: Robinson · 
1948: Tiselius · 
1949: Giauque ·
1950: Diels, Alder ·
1951: McMillan, Seaborg ·
1952: Martin, Synge ·
1953: Staudinger ·
1954: Pauling ·
1955: Vigneaud ·
1956: Hinshelwood, Semjonov ·
1957: Todd ·
1958: Sanger ·
1959: Heyrovský ·
1960: Libby ·
1961: Calvin ·
1962: Perutz, Kendrew ·
1963: Ziegler, Natta ·
1964: Hodgkin ·
1965: Woodward ·
1966: Mulliken ·
1967: Eigen, Norrish, Porter ·
1968: Onsager ·
1969: Barton, Hassel ·
1970: Leloir ·
1971: Herzberg ·
1972: Anfinsen, Moore, Stein · 
1973: E.O. Fischer, Wilkinson · 
1974: Flory ·
1975: Cornforth, Prelog ·
1976: Lipscomb ·
1977: Prigogine · 
1978: Mitchell ·
1979: Brown, Wittig ·
1980: Berg, Gilbert, Sanger ·
1981: Fukui, Hoffmann ·
1982: Klug ·
1983: Taube ·
1984: Merrifield ·
1985: Hauptman, Karle ·
1986: Herschbach, Lee, Polanyi ·
1987: Cram, Lehn, Pedersen ·
1988: Deisenhofer, Huber, Michel ·
1989: Altman, Cech ·
1990: Corey ·
1991: Ernst ·
1992: Marcus ·
1993: Mullis, Smith ·
1994: Olah ·
1995: Crutzen, Molina, Rowland ·
1996: Curl, Kroto, Smalley ·
1997: Boyer, Walker, Skou ·
1998: Kohn, Pople ·
1999: Zewail ·
2000: Heeger, MacDiarmid, Shirakawa ·
2001: Knowles, Noyori, Sharpless ·
2002: Fenn, Tanaka, Wüthrich ·
2003: Agre, MacKinnon ·
2004: Ciechanover, Hershko, Rose ·
2005: Grubbs, Schrock, Chauvin ·
2006: Kornberg ·
2007: Ertl ·
2008: Shimomura, Chalfie, Tsien ·
2009: Steitz, Yonath, Ramakrishnan ·
2010: Heck, Negishi, Suzuki ·
2011: Shechtman ·
2012: Kobilka, Lefkowitz ·
2013: Karplus, Levitt, Warshel ·
2014: Betzig, Hell, Moerner ·
2015: Lindahl, Modrich, Sancar ·
2016: Sauvage, Stoddart, Feringa ·
2017: Dubochet, Frank, Henderson · 
2018: Arnold, Winter, Smith ·   
2019: Goodenough, Whittingham, Yoshino ·
2020: Charpentier, Doudna ·
2021: List, MacMillan ·
2022: Bertozzi, Meldal, Sharpless ·
2023: Bawendi, Brus, Jekimov ·
2024: Baker, Hassabis, Jumper